# Bernardino Semán González
Bernardino Semán González (Santa Cruz de Tenerife, 1910 - ibídem, 1943) fue un futbolista español, considerado como uno de los mejores jugadores canarios de todos los tiempos.
A pesar de su fama en el archipiélago no logró ser reconocido a nivel nacional. Delantero talentoso triunfó en el Club Deportivo Tenerife siendo fichado por el FC Barcelona. Sin embargo no terminó de convencer y regreso a la isla sin haber llegado a disputar partidos oficiales con el conjunto azulgrana. La Guerra Civil supuso un freno a su carrera. Al finalizar el conflicto es traspasado al RCD Español con el que debutaría en Primera División. Sin embargo aquejado de grave dolencia respiratoria abandonó el conjunto perico volviendo a su tierra natal buscando alivio en su clima más benévolo. Aunque llegó a disputar una temporada más con el CD Tenerife no logró superar la enfermedad falleciendo a la corta edad de 33 años.

## Trayectoria
Debutó en Salamanca F.C., equipo representativo del barrio homónimo que militaba en la máxima categoría del fútbol tinerfeño, y sus brillantes actuaciones le harían destacar pronto. El Club Deportivo Tenerife se fijó en él incorporándolo a sus filas para la campaña 1928-29.  
Fichó por el R. C. D. Español en el año 1939. Fue titular en nueve de los diez partidos del Campeonato de Cataluña en el que los blanquiazules se alzaron con el título, anotando cuatro goles. La continuidad de la que disfruto en la que sería última edición del torneo regional no se prorrogó durante el campeonato liguero en el que apenas disputó tres partidos en los que no vería puerta. Debutó en Primera División en Sarriá el 10 de diciembre de 1939 frente al Hércules de Alicante en el partido correspondiente a la segunda jornada que acabaría con empate a tres goles.
Su funeral fue multitudinario y miles de personas acompañaron al féretro, que fue cubierto con una bandera del Tenerife
Muchos de quienes lo pudieron vieron sobre el campo y grandes leyendas del balompié canario tales como sus coetáneos Ángel Arocha, Luis Molowny, Paco Campos, Gabriel Jorge y Francisco Martín Arencibia entre otros aseguraban que Bernardino Semán fue el mejor jugador que jamás dio Canarias al mundo del fútbol.

## Clubes
| Club             | País   | Año     |
| ---------------- | ------ | ------- |
| Salamanca C.F.   | España | -1928   |
| CD Tenerife      | España | 1928-29 |
| F. C. Barcelona  | España | 1929-31 |
| CD Tenerife      | España | 1931-40 |
| R. C. D. Español | España | 1940-41 |
| CD Tenerife      | España | 1941-42 |

## Honores y distinciones
- Una  pequeña calle de la ciudad de Santa Cruz de Tenerife, aledaña al Estadio Heliodoro Rodríguez López lleva su nombre.